# Olympische Sommerspiele 1964/Teilnehmer (Kongolesische Republik)
| Gelbes Symbol für Goldmedaillen mit stilisierten Olympischen Ringen | Graues Symbol für Silbermedaillen mit stilisierten Olympischen Ringen | Braundes Symbol für Bronzemedaillen mit stilisierten Olympischen Ringen |
| ------------------------------------------------------------------- | --------------------------------------------------------------------- | ----------------------------------------------------------------------- |
| —                                                                   | —                                                                     | —                                                                       |

Die Olympischen Sommerspiele 1964 in Tokio, Japan waren die ersten Olympischen Sommerspiele für die Republik Kongo. Das Land nahm mit zwei männlichen Athleten teil, konnte allerdings keine Medaillen gewinnen.

## Teilnehmer nach Sportarten

### Leichtathletik
- Léon Yombe[2]
  - 100 Meter: Vorrunde

- Henri Elendé[3]
  - Hochsprung: 20. Platz